# Salammbô (Mússorgski)
Salammbô és una òpera en quatre actes composta per Modest Mússorgski sobre un llibret rus del mateix compositor, basat en un text de Gustave Flaubert. S'estrenà a la RAI de Milà el 10 de novembre de 1980.